# Hemieuxoa polymorpha
Hemieuxoa polymorpha là một loài bướm đêm trong họ Noctuidae.